# سیارک ۱۲۰۱۲۰
سیارک ۱۲۰۱۲۰ (به انگلیسی: 120120 Kankelborg، نامگذاری:2003FM84) صد و بیست هزار و صد و بیستمین سیارک کشف شده‌است که در ۲۸ مارس ۲۰۰۳ کشف شد.